# Arenas de Barcelona
Arenas de Barcelona, también conocido como Las Arenas, es un centro comercial, de ocio y cultural inaugurado en 2011 y situado en el edificio remodelado de la antigua plaza de toros de las Arenas en la plaza de España de Barcelona. El edificio original, inaugurado en 1900, fue una plaza de toros hasta 1977, cuando dejó de usarse para la tauromaquia.
El complejo tiene una terraza flotante con una cubierta flexible que forma una plaza con vistas panorámicas. La planta baja une el complejo con la estación de metro de España (L1, L3, L8 y FGC).

## Historia
La plaza de toros de las Arenas, inaugurada en el año 1900, fue construida a iniciativa de Josep Marsans, fundador de Banca Marsans y Viajes Marsans. El 19 de junio de 1977 se celebró la última corrida de toros y en 1988 la Feria de Barcelona planteó derrumbarla para construir un pabellón, que finalmente no se construyó debido al litigio de la preservación del edificio y si se había de llevar a cabo una expropiación o no. En 1989 el Ayuntamiento de Barcelona comenzó un proceso de expropiación que finalmente no se completó. 
Diez años más tarde, en 1999, el grupo Sacresa de la familia Sanahuja compró la plaza para construir un centro de ocio. La operación de compra fue de 2.000 millones de pesetas y se encargó el proyecto arquitectónico a Richard Rogers.

## Arquitectura
Fue construida con el tradicional estilo neomudéjar por el arquitecto Augusto Font Carreras. El proyecto de remodelación fue obra del arquitecto Richard Rogers y Alonso-Balaguer y Arquitectos, manteniendo la antigua fachada, que debía estar listo a finales de 2009. La fachada se sostiene por grandes pilares. Se añade un techo en forma de cúpula y un anexo en la calle Llançà.
Las obras de reconstrucción y recuperación comenzaron en 2005. Los principales retos de la ejecución fueron la conservación de la fachada y la construcción de la cúpula. 
La estabilización de la fachada de estilo neomudéjar se llevó a cabo gracias a la combinación de las vigas Superslim y Megaprop.

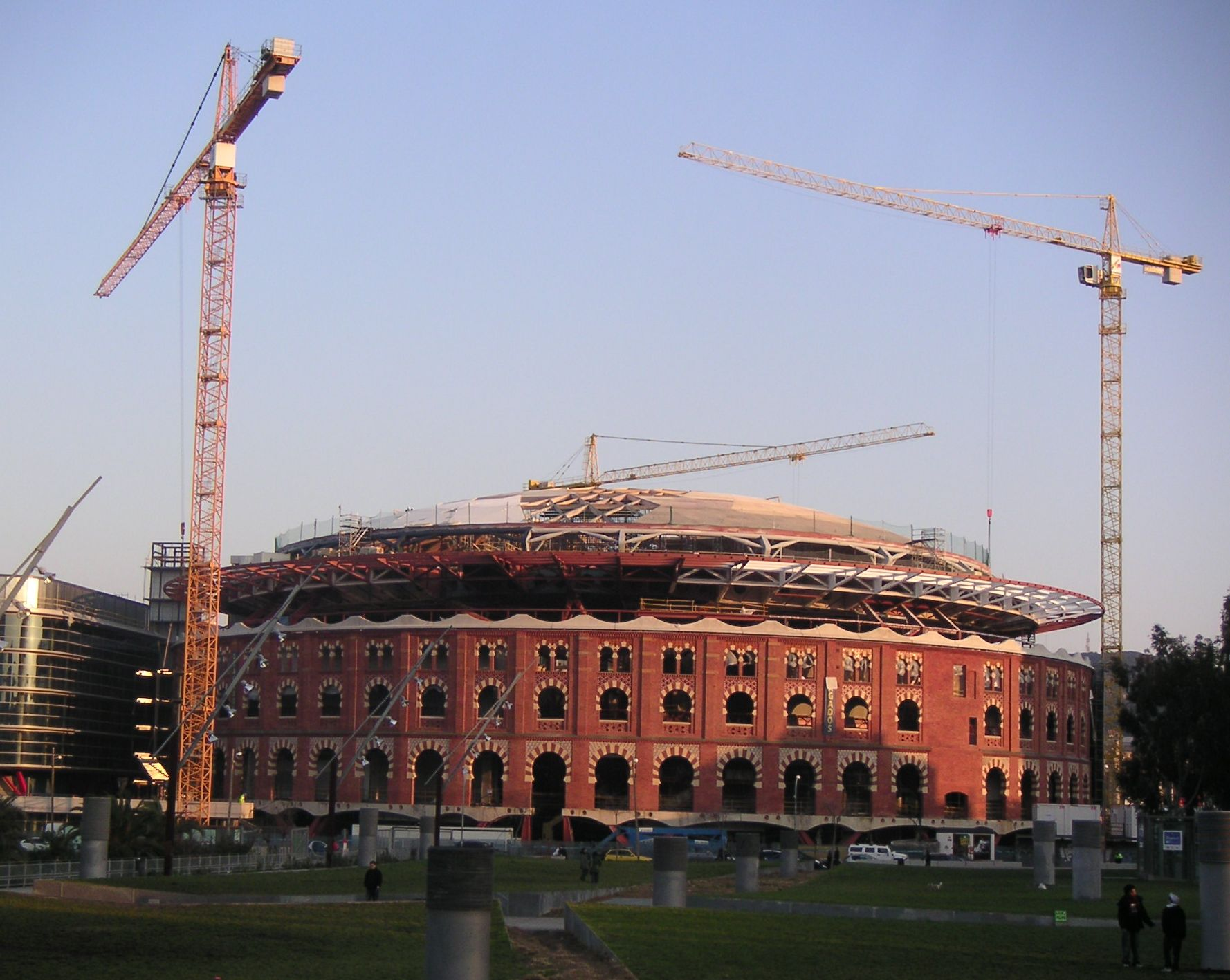
Fase de remodelación. Febrero de 2010
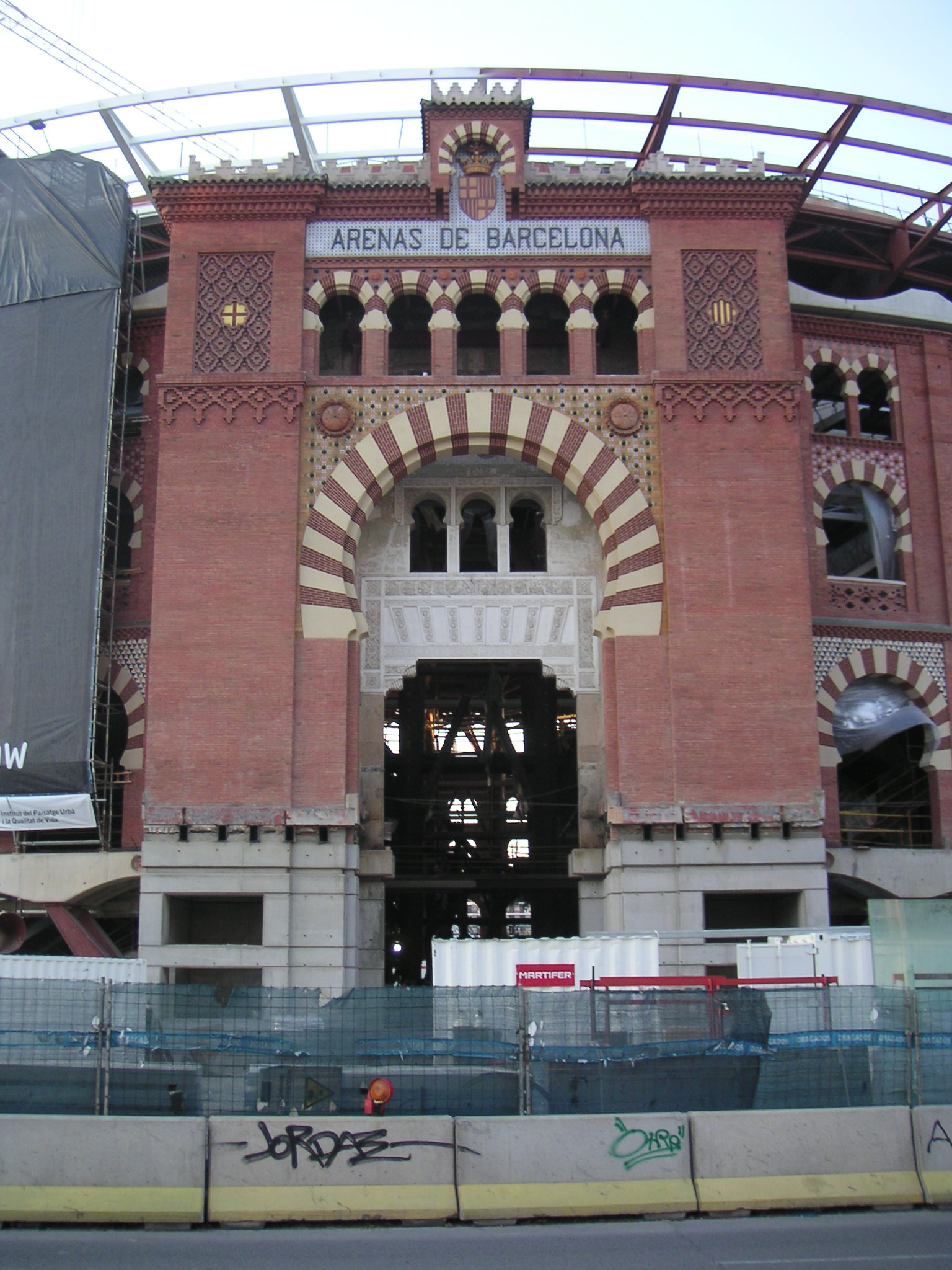
Entrada a Las Arenas. Febrero de 2010
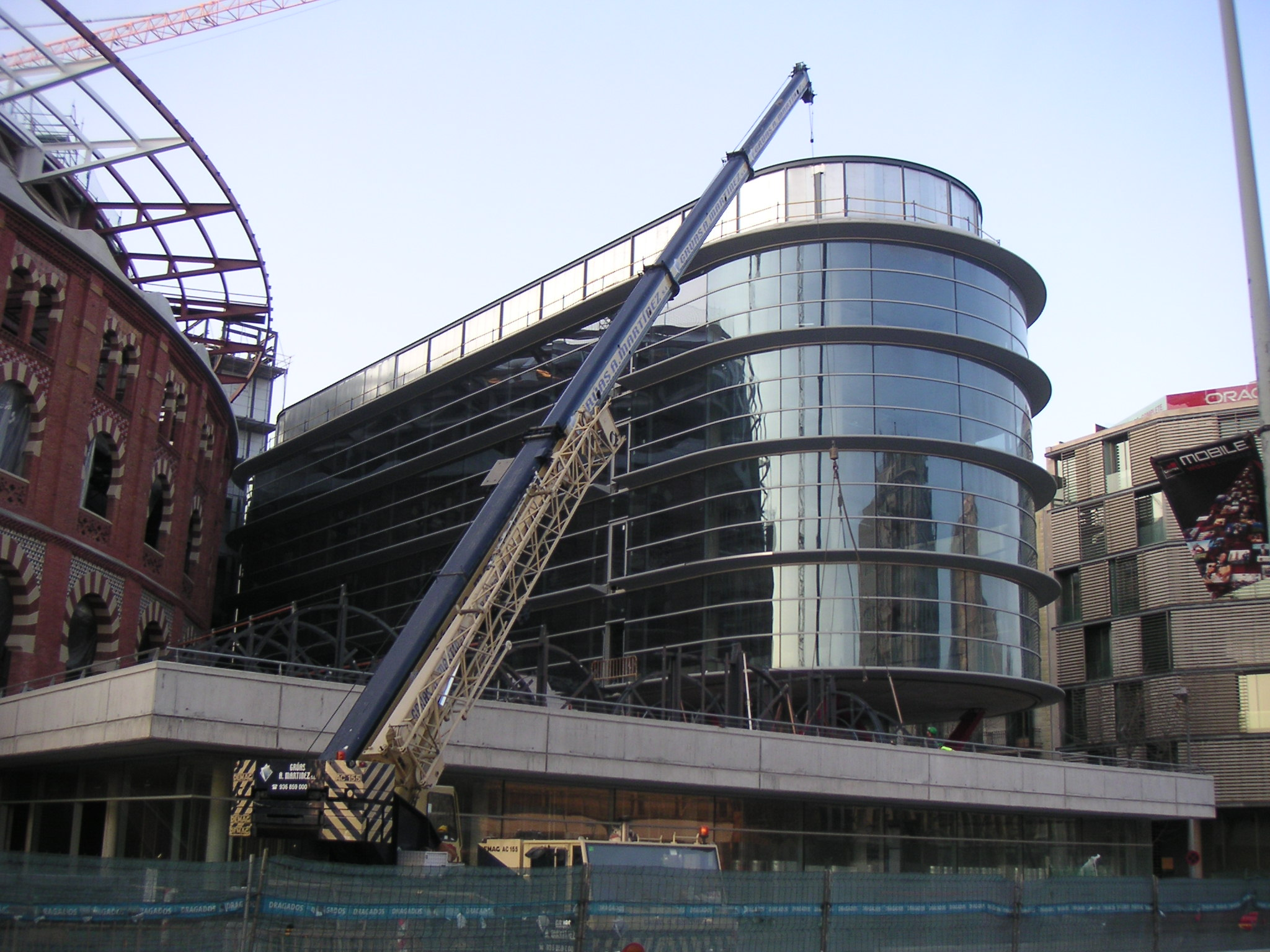
El nuevo anexo en vidrio del futuro centro comercial cubriendo la Casa Fajol
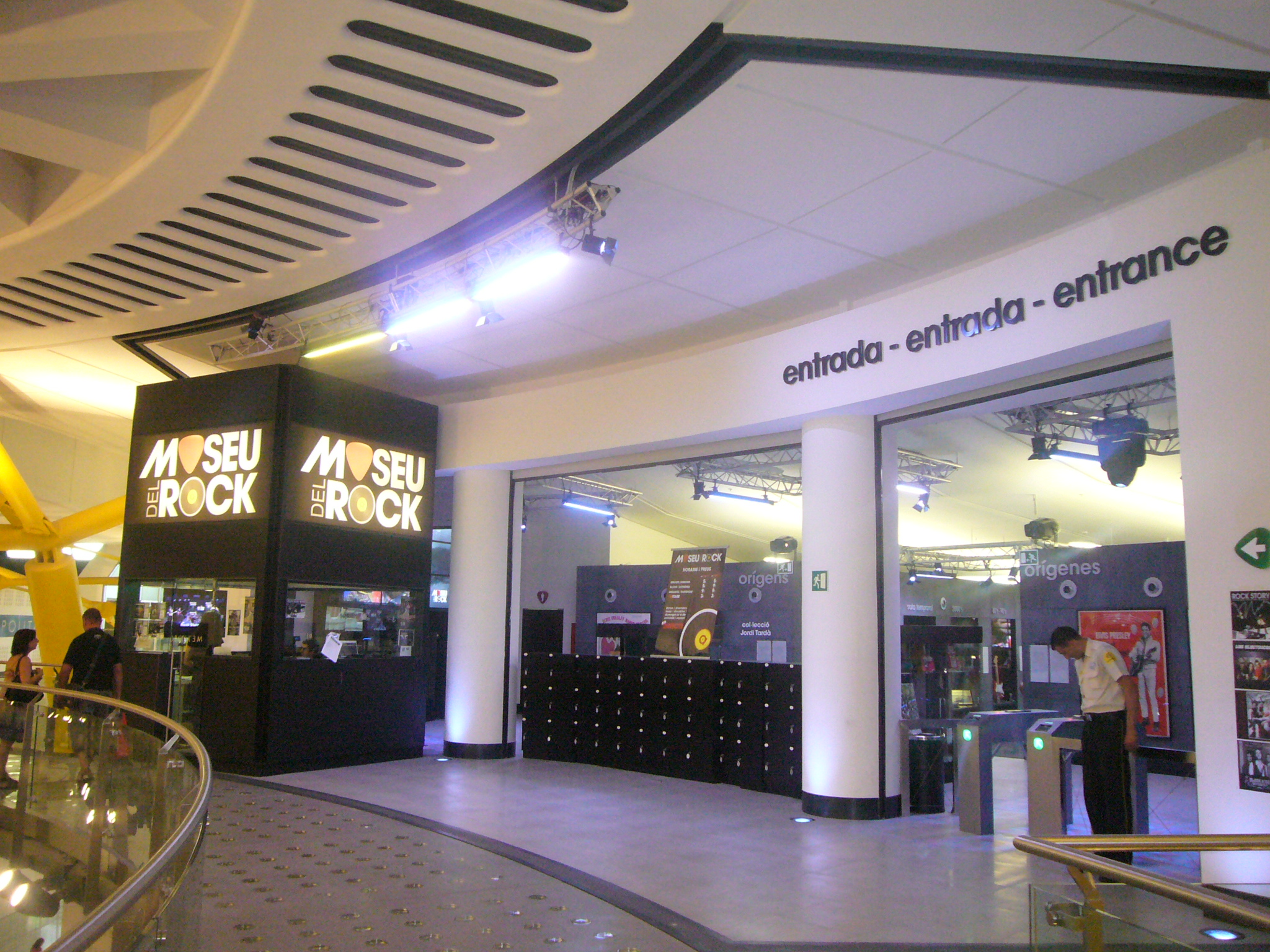
Entrada al Museo del Rock